# Илија Шуменковић
Илија Шуменковић (Ниш, 13/26. јул 1881 — 8. октобар 1962) био је српски правник, политичар и дипломата, учествовао у четничкој акцији у Јужној Србији, 1905. и 1912; био је више пута министар: грађевина, припреме за Уставотворну скупштину и изједначење закона, без портфеља, трговине и индустрије, и просвете.

## Биографија
Основне студије завршио је на Правном факултету у Београду 1906, докторат одбрани у Паризу 1912. године. Припадао је четничком покрету од његовог оснивања и учествовао је у борбама на Челопеку 1905. године. По одбрањеном докторату, ступио је у дипломатску службу Краљевине Србије. Био је 1915. године секретар српског посланства у Софији, шеф Политичког одељења Министарства иностраних дела (на Крфу) и саветник Посланства у Лондону. Са те функције премештен је за шефа Кабинета председника Министарског савета у време владе Љубомира Давидовића. Поднео је оставку на дипломатску службу после избора за посланика у Уставотворној скупштини 1920. године. После Првог светског рата учествовао је у формирању Савеза земљорадника, али је убрзо променио политичку оријентацију и приступио Југословенској демократској странци. Биран је за народног посланика у Охриду 1923. године. Др Шуменковић је у влади Љубомира Давидовића (1924) био министар трговине и индустрије и заступник министра шума и рудника. Изабран је фебруара 1925. године за народног посланика у Изборном кругу Брегалничком као демократа. Изабран је за секретара посланичког клуба Демократске заједнице. У влади Велимира Вукићевића постављен је за министра грађевина. Био је министар без портфеља од јула 1928. до стављања на расположење 6. јануара. 1929, по завођењу диктатуре краља Александра. Био је министар трговине и индустрије 1933. године. Илија Шуменковић је био министар просвете Краљевине Југославије 1934. године. Током његовог мандата отворене су Пета потпуна мушка реална гимназија у Београду, Четврта потпуна реална мушка гимназија у Загребу, и Мешовита учитељска школа "Краљица Марија" у Сарајеву, 1934. године.

## Учешће при Друштву народа
По повратку у дипломатску службу, постављен је за посланика у Берну и сталног делегата Краљевине Југославије при Друштву народа у Женеви, 1929−1931; био је члан делегације Краљевине СХС/Југославије на V, X, XI, XII и Специјалном заседању Скупштине Друштва народа сазване на основу члана 15. Пакта Друштва народа, на захтев кинеске владе; на заседањима Савета Друштва народа: 58, 62, 65. и 66. заседање.

## Дипломатски представник у Турској 1939−1945
Указом од 20. 5. 1939. године, постављен за изванредног посланика и опуномоћеног министра (посланика) у Турској. На основу одлуке Сталног савета Балканске антанте да се дипломатска представништва у престоницама држава чланица подигну на ранг амбасада, донете на састанку у Женеви 16. септембра 1938, указима од 23. августа 1939. године посланство Краљевине Југославије у Анкари подигнуто је на ранг амбасаде, а за амбасадора је постављен дотадашњи посланик Илија Шуменковић. Он је остао на том положају до 20. августа 1945. године.

После Другог светског рата живео је у емиграцији. Преминуо је у Мексику 8. октобра 1962. године.